# Драгољуб Лазаревић (доктор)
Драгољуб Лазаревић (Сиоковац код Јагодине, 21. јануар 1932 — Београд, 18. јануар 2022) био је српски хирург који је део радног века провео у сарајевској Војној болници и болници Соколац. За свој рад одликован је Карађорђевом звијездом II реда.

## Биографија
Рођен је 1932. године у Јагодини, а већи део радног века провео је у Војној болници у Сарајеву. Током Рата у Босни и Херцеговини, заједно са колегама – Боришом Стојановићем, Томиславом Таушаном, Симом Билбијом, Зораном Чампаром, Сладом Турунташем, Ратком Радовићем, другим лекарима и осталим медицинским особљем, спасио је на стотине живота војницима и цивилима, различитих вера и нација. У Војној болници у Сарајеву, тада болници Главног штаба Војске Републике Српске обављао је дужност начелника хируршког одељења.
Лазаревић је пензију дочекао у Подроманијској болници Главног штаба Војске Републике Српске, када је одликован Карађорђевом звијездом II реда од стране тадашњег председника Републике Српске Радована Караџића, а по доласку у Београд добио је службени стан. Живео је у Београду, а време проводио и у својој викендици у Балтићима у општини Соколац.
Преминуо је 18. јануара 2022. године у Београду.